# ジェリコ・マイル/獄中のランナー
「ジェリコ・マイル/獄中のランナー」（原題:The Jericho mile) は1979年のアメリカのテレビ映画。マイケル・マンの監督デビュー作品である。

## ストーリー
第一級殺人で終身刑の身であるマーフィー(ピーター・ストラウス)は、自由時間になるといつも運動場を走っていた。その走りっぷりに興味を持ったカウンセラー(ジェフリー・ルイス)が陸上コーチ(エド・ローター)を呼んでタイムを測ると、彼は陸上選手並みの記録を叩き出した。カウンセラーはロサンゼルスオリンピックに挑戦してみないかと提案するが彼は全く無関心だった。
マーフィーの唯一の友人は黒人のスタイルズ(リチャード・ローソン)だった。そのスタイルズに娘が生まれたと妻からの手紙が届き、スタイルズは娘の顔見たさに刑務所内で顔が利く白人グループのリーダー、ドクターD(ブライアン・デネヒー)に面会の順番を早めてもらえないかと掛け合う。マーフィーはやめろと忠告するがスタイルズは聞き入れなかった。案の定、面会には知らない女が現れ、看守は異変に気付き女が密輸しようとしたドラッグを没収した。スタイルズは白人グループに逆恨みされ殺されてしまった。
マーフィーは選考会に出てやる代わりに白人グループの作業場で30分間1人にさせてくれとカウンセラーと取引する。マーフィーは作業場を破壊し、隠してあった大量の現金を見つけ出しドクターDの目の前で燃やした。これが彼の復讐だった。
一方、黒人グループのコットン(ロジャー・E・モーズリー)はマーフィーを殴り倒し、スタイルズに対する本心を聞き出そうとした。殴られながらも「あいつとは兄弟同然だった」と呟やくマーフィーを信じ彼への協力を約束した。
黒人とヒスパニックのグループは運動場を整備し、食堂では皆が食べ物を分けてくれた。何の見返りもないのに尽くしてくれるカウンセラーや囚人たちにマーフィーは心を打たれ、彼らの期待に応えようと訓練に励む。ところが刑務所にやってきた選考員たちは、重罪犯をオリンピックに出場させることに難色を示した。

## 作品概要
ABCは「女刑事ペパー」の1エピソードを監督したマイケル・マンの演出力を高く評価し、テレビ映画の監督を依頼した。マンはABCが所有する脚本の中から「白銀に賭ける恋」を選び、デヴィッド・ソウル主演で製作決定した。しかしソウルが脊髄を損傷してしまったため企画を中断。代わりにABCが提案したのが「ジェリコ・マイル」だった。
マン監督と原作者のパトリック・J・ノーランは脚本執筆のため何度もフォルサム刑務所に足を運んだ。刑務所に入ると白人・黒人・ヒスパニックがそれぞれ小さな社会を構築していることにまず驚かされたという。また囚人の独居房の壁に貼られていた妻と赤ん坊の写真が非常に印象に残った。これらの体験は脚本執筆に大いに役立った。
撮影期間は延べ21日間でそのうち19日間が刑務所での撮影だった。受刑者のエドワード・バンカーはトラブルが起きないよう事前に各グループのリーダーに声をかけてくれた。撮影時は28名の囚人が役者として参加し2時間毎に囚人の数を確認しなければならなかったが、皆協力的で順調に終わった。だがこの期間に囚人同士の傷害事件は毎日のように発生し、刑務所内の離れた場所で殺人事件が1件起きていたという。
本作は1979年のエミー賞の作品賞にノミネートされ、主演男優賞、脚本賞、編集賞を受賞した。マイケル・マンには20作品以上の監督のオファーが来たが全て断り、次作「ザ・クラッカー/真夜中のアウトロー」に着手した。

## 出演
| 登場人物                                     | 俳優                       | 吹替       |
| -------------------------------------------- | -------------------------- | ---------- |
| ラリー"レイン"・マーフィー                   | ピーター・ストラウス       | 津嘉山正種 |
| R.C.スタイルズ                               | リチャード・ローソン       | 村山明     |
| コットン・クラウン（黒人グループのリーダー） | ロジャー・E・モーズリー    |            |
| ドクターD（白人グループのリーダー）          | ブライアン・デネヒー       | 細井重之   |
| ルビオ（ヒスパニックグループのリーダー）     | ミゲル・ピニェロ           |            |
| ビル・ジャノウスキー（カウンセラー）         | ジェフリー・ルイス         |            |
| ジェリー・ベロイト（陸上コーチ）             | エド・ローター             | 徳丸完     |
| ウォーデン・アール・ガリヴァー（所長）       | ビリー・グリーン・ブッシュ |            |
| ジョーカー・ギブ                             | リチャード・モール         |            |
| オリンピック選考委員                         | ウィリアム・プリンス       |            |

### 出展
1. ↑   The Buttercup Killer 2020年1月22日閲覧。
2. ↑   The Jericho Mile (TV Movie 1979) - IMDb 2022年1月31日閲覧。
3. ↑  nakachan1045. “「ジェリコ・マイル/獄中のランナー」 The Jericho Mile (1979) | なかざわひでゆき の毎日が映画＆音楽三昧”. なかざわひでゆき　の毎日が映画＆音楽三昧. 2022年1月31日閲覧。
4. ↑   The Jericho Mile (TV Movie 1979) - IMDb 2022年2月1日閲覧。
5. ↑   The Jericho Mile (TV Movie 1979) - IMDb 2022年1月31日閲覧。
6. ↑  “Michael Mann”. IMDb. 2020年1月22日閲覧。